# Trolejbusy we Wracy
Trolejbusy we Wracy − system komunikacji trolejbusowej działający w bułgarskim mieście Wraca.
Trolejbusy we Wracy uruchomiono we wrześniu 1988.

## Linie
W mieście istnieją 4 linie trolejbusowe.

## Tabor
W eksploatacji znajdują się 17 trolejbusów. W większości są to trolejbusy ZiU-9 w ilości 16 sztuk, oprócz nich jest jeszcze jeden trolejbus typu Ikarus/Ganz 280.92.